# 김해 해광사 대방광원각수다라요의경
《김해 해광사 대방광원각수다라요의경》(金海 海光寺 大方廣圓覺修多羅了義經)은 경상남도 김해시, 해광사에 있는 조선시대의 불경이다. 2014년 3월 20일 경상남도 유형문화재 제563호로 지정되었다.
《대방광원각수다라요의경》(大方廣圓覺修多羅了義經), 줄여서 《원각경》은 조선 초기의 고승(高僧)인 함허당(涵虛堂) 득통 기화(得通 己和: 1376-1433)가 풀이한 책으로, 일명(一名) 《원각경 함허당 득통해》(圓覺經 涵虛堂 得通解)라고 부르기도 한다. 조선 세조(世祖)시대에 설치된 <간경도감>(刊經都監)에서 1464년(世祖 10)에 간행한 불전(佛典)이다.
1464년 간경도감본을 복각(覆刻)하여 무등산(無等山) 안심사(安心寺)에서 1570년(선조 3)에 중간(重刊)한 것이 국립중앙도서관에서 확인된다. 규장각에 1882년(고종 19)에 간행된 것이 있고, 1883년(고종 20) 천마산(天磨山) 봉인사판(奉印寺板)이 확인된다. 이외에도 간행연대를 알 수 없는 옛 판본도 전한다.
본서는 한국불교의 소의경전(所依經典) 중의 하나로, 강원(講院)의 사교과(四敎科) 과정의 필수과목으로 학습되고 있는 불경이다. 조선 세조(世祖)연간에 간경도감(刊經都監)에서 득통기화의 주해를 부쳐 한문본(漢文本)이 간행되었으며, 명확한 간기의 기록과 인출 및 보관상태가 양호한 책이다.
귀중본(貴重本)의 기준이 되는 임진왜란(1592)을 기점으로 하여 130여년 이전에 간행된 판본이다.

## 참고 자료
- 김해 해광사 대방광원각수다라요의경 - 국가유산청 국가유산포털